# Stained Class
Albums de Judas Priest
Sin After Sin
(1977) Killing Machine
(1978)
Singles
1. Better by You, Better than Me
Sortie : 1977

Stained Class est le quatrième album du groupe de heavy metal anglais Judas Priest. Il est sorti le 10 février 1978 sur les labels CBS Records en Europe et Columbia Records pour l'Amérique du Nord. Il fut produit par Dennis Mackay et le groupe à l'exception de Better by You, Better than Me qui fut produit par James Guthrie  et le groupe.

## Historique
En 1977, Judas Priest a besoin d'un batteur pour partir en tournée de promotion de son album Sin After Sin. Roger Glover, qui a produit cet album, recommande alors Les Binks qui avait participé à l'album The Butterfly Ball and the Grasshopper's Feast. Binks commença à travailler les titres de Sin After Sin et fut par la suite enrôlé comme batteur de Judas Priest.
Les premières démos de l'album furent enregistrées dans un studio de Birmingham, ville où les membres du « Priest » résidaient encore à cette époque. L'enregistrement de l'album se fit en octobre et novembre 1977 à Chipping Norton dans l'Oxfordshire dans un studio qui proposait aussi l'hébergement. Le groupe avait choisi Dennis Mackay pour produire l'album, ce dernier avait notamment produit Tommy Bolin, le Mahavishnu Orchestra ou Brand X. La maison de disque insista pour que le groupe enregistre un titre plus commercial, la majorité des titres ayant un ton assez sombre, et le choix se porta sur Better  by  You, Better Than You une reprise du groupe Spooky Tooth. Cette chanson fut enregistrée fin décembre 1977 - début janvier 1978 aux Studios Trident de  Londres avec James Guthrie à la production, Dennis Mackay devant honorer un autre engagement à cette période là.
L'album fut au centre d'une affaire judiciaire en 1990, sur la base de suspicions quant à la présence de possibles messages subliminaux qui auraient incité deux adolescents à se suicider notamment dans la chanson Better by You, Better than Me. La plainte fut rejetée. La chanson n'était pas de Judas Priest, mais une reprise d'un autre groupe, Spooky Tooth.
Il se classa à la 27e place des charts britanniques et sera le premier album du groupe à se classer au Billboard 200, 173e place. À la suite du succès de Judas Priest aux États-Unis, il y sera certifié disque d'or (500 000 exemplaire vendus) le 10 novembre 1989.
L'album fut remasterisé en 2001 avec 2 pistes en bonus, Fire Burns Below qui fut enregistré en 1988 pendant les sessions de l'album Ram It Down et une version en public de Better by You, Better than Me enregistrée à Los Angeles en 1990 pendant la Fondations Forum, une convention consacrée à la musique heavy metal.

## Liste des titres
Face 1
| No | Titre                                                   | Auteur                    | Durée |
| -- | ------------------------------------------------------- | ------------------------- | ----- |
| 1. | Exciter                                                 | Rob Halford, Glenn Tipton | 5:30  |
| 2. | White Heat, Red Hot                                     | Tipton                    | 4:30  |
| 3. | Better by You, Better than Me (reprise de Spooky Tooth) | Gary Wright               | 3:22  |
| 4. | Stained Class                                           | Halford, Tipton           | 5:20  |
| 5. | Invader                                                 | Halford, Tipton, Ian Hill | 4:20  |

Face 2
| No | Titre                      | Auteur                         | Durée |
| -- | -------------------------- | ------------------------------ | ----- |
| 6. | Saints in Hell             | Halford, K. K. Downing, Tipton | 5:30  |
| 7. | Savage                     | Halford, Downing               | 3:26  |
| 8. | Beyond the Realms of Death | Halford, Les Binks             | 6:55  |
| 9. | Heroes End                 | Tipton                         | 5:05  |

Titres bonus Remaster Series 2001
| No  | Titre                                                                     | Auteur          | Durée |
| --- | ------------------------------------------------------------------------- | --------------- | ----- |
| 10. | Fire Burns Below (enregistré en 1988 pendant les sessions de Ram It Down) | Halford, Tipton | 6:58  |
| 11. | Better by You, Better than Me (live à Los Angeles, 13 septembre 1990)     | Wright          | 3:40  |

## Musiciens
- Rob Halford : chant
- K. K. Downing : guitare solo et rythmique
- Glenn Tipton : guitare solo et rythmique, chœurs
- Ian Hill : basse
- Les Binks : batterie, percussions

## Charts et certification
| Pays        | Durée du classement | Meilleur classement |
| ----------- | ------------------- | ------------------- |
| États-Unis  | 3 semaines          | 173e                |
| Royaume-Uni | 5 semaines          | 27e                 |

| Pays       | Certification | Ventes    | Date       |
| ---------- | ------------- | --------- | ---------- |
| États-Unis | Or            | 500 000 + | 10/11/1989 |